# Agnes Denes
Agnes Denes (Dénes Ágnes; Budapest, 1931) és una artista conceptual hongaresa establerta a la ciutat de Nova York. És coneguda pels seus treballs en una àmplia gamma de disciplines: des de la poesia i els assajos filosòfics, fins als complexos diagrames fets a mà i computadora (els quals anomena Filosofia Visual), escultura, i instal·lacions internacionals d'art ecològic, com Wheatfield - A Confrontation (Camp de blat: Una Confrontació) realitzat l'any 1982, que va consistir en plantar dos acres de blat al centre de Manhattan.

## Biografia
De petita somiava en convertir-se en poeta. Després d'haver sobreviscut, junt amb la seva família, a l'ocupació nazi d'Hongria durant la Segona Guerra Mundial, va marxar a Suècia. Uns quants anys més tard, la família s'instal·là als Estats Units. Llavors, va considerar que el canvi repetit del llenguatge va fer que se centrés en les arts visuals, i va decidir abandonar les paraules per concentrar-se en l'art visual.
Finalment, Denes s'instal·la a Nova York l'any 1954.
Té doctorats honorífics de la Universitat d'Arts de Ripon College, a Wisconsin i de la Universitat Bucknell a Pennsilvània. Com a estudiant, es va adjudicar la Beca d'Estudi per a la Investigació Creativa en Arts Visuals el 1993 per continuar la seva investigació artística a la Universitat Carnegie Mellon i al Centre d'Estudis Visuals Avançats del Massachusetts Institute of Technology (M.I.T). És la receptora de quatre beques i subvencions de Dotació Nacional per a l'Art del New York State Council for the Arts (NYCSA).
Durant la seva carrera de cinc anys, Agnes Denes va cobrir una varietat de temes, des de la matemàtica fins a la filosofia. Aquesta multiplicitat de mitjans hauria constituït un obstacle potencial per al seu reconeixement públic, segons el col·leccionista d'art i l'agent Leslie Tonkonow. L'artista també es dedica a sensibilitzar l'art a les universitats dels Estats Units i també a l'estranger i a participar en conferències mundials. És autora de sis llibres i se cita regularment en moltes altres publicacions per la seva àmplia gamma de temes relacionats amb l'art i el medi ambient.
En definitiva, Agnes Denes és considerada com una pionera en molts moviments artístics. Es difícil classificar-la, ja que la seva pràctica artística es distingeix en termes estètics, però també pel seu enfocament, que reflecteix marcats compromisos sociopolítics.